# St.-Jakobs-Brücke
Die St.-Jakobs-Brücke  (Šentjakobski most) ist eine Straßen- und Fußgängerbrücke über die Ljubljanica im Zentrum von Ljubljana (Laibach) in Slowenien. Sie verbindet am südlichen Ende der Innenstadt am Zois-Palais die Zoisova cesta (Zois-Straße) und die Uferstraße (Breg) am Westufer mit der Karlovška cesta (Karlstraße) und Grudnova nabrežje (Gruden-Damm) am Ostufer. Die Brücke ist nach der nahe gelegenen St.-Jakobs-Kirche benannt.

## Geschichte
Der Vorläufer der St.-Jakobs-Brücke aus Holz war 1824 gebaut worden. Anfang des 20. Jahrhunderts entschied man sich aufgrund der zunehmenden Belastung durch den Güterverkehr, sie durch eine Stahlbetonkonstruktion zu ersetzen. Aufgrund des schlecht tragfähigen Untergrunds und der Erfahrungen mit den Zerstörungen durch das Erdbeben von 1895 wurde – erstmals in Slowenien – die Kragarmbauweise für den Bau der Stahlbeton-Konsolenbrücke eingesetzt.